# Музей Пио-Кристиано
Музей Пио-Кристиано, Музей христианского искусства папы Пия IX, или Пио-христианский музей (итал. Museo Pio Cristiano) — художественный музей в составе комплекса «Музеи Ватикана».

## История создания и экспозиция музея
Музей предназначался для размещения свидетельств о христианских общинах Рима первых веков нашей эры; некоторые экспонаты были взяты из коллекции Museo Sacro, или Христианского музея, основанного Бенедиктом XIV в Ватиканской апостольской библиотеке в 1756 году.
Музей основан в 1854 году по распоряжению папы Пия IX и вначале располагался в Латеранском дворце. В XIX веке многие свидетельства о деятельности раннехристианских общин и произведения искусства II—VI веков — резные мраморные саркофаги, рельефные стелы, скульптуры, фрагменты росписей, эпиграфику — находили в римских катакомбах. Некоторые экспонаты были взяты из римских церквей, они украшали атриумы и галереи клуатров. Для систематизации находок и решений об их музеефикации в 1852 году была создана специальная Папская комиссия по священной археологии.
Многие находки передавали в Христианский музей Пия по соображениям сохранности. Критерии оценок и экспонирования были разработаны известным археологом, исследователем римских катакомб Джованни Баттистой Де Росси, которому в то время было немногим более тридцати лет, и археологом, членом ордена иезуитов, Джузеппе Марки. Саркофаги с образами христианской символики были размещены в большой галереи Латеранского дворца и разделены на группы по иконографии, библейским сюжетам и хронологии. Де Росси занимался также изучением христианского лапидария (собрания раннехристианской эпиграфики) с сотнями надписей, в основном на могильных плитах.
В 1963 году по распоряжению папы Иоанна XXIII Пио-христианский музей вместе с музеем Музеем Григориано профано и Миссионерским этнологическим музеем был перенесен из Латеранского дворца в Ватикан. Для этого было построено новое здание, открытое для публики в 1970 году.
В коллекции музея особое внимание привлекают саркофаги, украшенные рельефами на античные сюжеты, получившими новое символическое значение: певец Орфей или «Добрый Пастырь с заблудшей овцой» на плечах — Христос, Адонис — пророк Иона, эроты или путти — ангелы. Изображения не потеряли своей эстетической ценности в период раннего христианства, однако главным стало их символическое значение. К известным произведениям коллекции относится скульптура Доброго пастыря IV века.
Наиболее известные саркофаги:
- Саркофаг св. Сабины (II век[1]). Изображены эпизоды из Нового Завета и апокрифические рассказы из жизни св. Петра.
- Саркофаг двух братьев — 350 г.
- Догматический саркофаг (другое название: Саркофаг двух заветов) — 325—350 гг. Изображена Ветхозаветная Троица в виде трех мужей[2][3], Представлены сцены из Ветхого и Нового Заветов.
- Саркофаг Доброго пастыря (см. на иллюстрации).